# Erdeifenyő-tűkarcgomba
Az erdeifenyő-tűkarcgomba (Lophodermium pinastri) csapadékos időjárás esetén főleg a fenyőfélék tagjait támadó gombafaj, amely a tűlevelek pusztulását és kezelés nélkül az egész növény végzetét okozza. Eddigi legnagyobb pusztítását 1974 és 1976 közt a csapadékos nyarak következtében okozta Magyarországon.
A fertőzés ellen különféle speciálisan erre a célra használt gombaölőszereket használnak. Kezelés nélkül a fertőzés továbbterjedhet a környező egyedekre és a gomba számára megfelelő életkörülmények esetén gyors és nagy kiterjedésű pusztulást vihet véghez a fenyőállományban.
Bizonyos esetekben az erdeifenyők pusztulása -bár nagyon hasonló tüneteket mutat-, ám mégsem az erdeifenyő-tűkarcgomba pusztítása, hanem a magas talajvízszinté. Az erdeifenyő ugyanis nem viseli jól azt, ha nedves, szikes, magas talajvízszintű területen telepítik, vagy időközben megemelkedik a talajvíz szintje. Ilyenkor ez a fenyők tömeges pusztulását is okozhatja.

## A tűkarcgomba nemzetség más fajai
- Lophodermium abietis. Gazdanövény: Picea (gyakran az L. piceae részeként)
- Lophodermium apiculatum. Gazdanövény: Poaceae
- Lophodermium arundinaceum. Gazdanövény: Poaceae
- Lophodermium aucupariae. Gazdanövény: Sorbus
- Lophodermium australe. Gazdanövény: Pinus
- Lophodermium autumnale. Gazdanövény: Abies
- Lophodermium baculiferum. Gazdanövény: Pinus
- Lophodermium caricinum. Gazdanövény: Carex
- Lophodermium chamaecyparissi. Gazdanövény: Juniperus
- Lophodermium conigenum. Gazdanövény: Pinus
- Lophodermium consociatum. Gazdanövény: Abies
- Lophodermium culmigenum. Gazdanövény: Poaceae
- Lophodermium decorum. Gazdanövény: Abies
- Lophodermium durilabrum. Gazdanövény: Pinus
- Lophodermium exaridum. Gazdanövény: Pyrola
- Lophodermium festucae. Gazdanövény: Poaceae
- Lophodermium foliicola. Gazdanövény: Rosaceae, különösen Crataegus
- Lophodermium gramineum. Gazdanövény: Poaceae
- Lophodermium herbarum. Gazdanövény: Convallaria
- Lophodermium hypophyllum. Gazdanövény: Vaccinium
- Lophodermium hysterioides. Gazdanövény: Amelanchier
- Lophodermium indianum. Gazdanövény: Pinus
- Lophodermium intermissum. Gazdanövény: Andromeda
- Lophodermium juniperinum. Gazdanövény: Juniperus
- Lophodermium lacerum. Gazdanövény: Abies
- Lophodermium laricinum. Gazdanövény: Larix
- Lophodermium macci. Gazdanövény: Pinus subgenus Strobus
- Lophodermium maculare. Gazdanövényei: Arctostaphylos, Vaccinium
- Lophodermium melaleucum. Gazdanövény: Vaccinium
- Lophodermium molitoris. Gazdanövény: Pinus
- Lophodermium nanakii. Gazdanövény: Picea
- Lophodermium nitens. Gazdanövény: Pinus
- Lophodermium oxycocci. Gazdanövény: Vaccinium
- Lophodermium paeoniae. Gazdanövényei: Paeonia
- Lophodermium petiolicola. Gazdanövényei: Castanea, Quercus
- Lophodermium piceae. Gazdanövény: Abies (gyakran az L. abietis szinonim neveként)
- Erdeifenyő-tűkarcgomba (Lophodermium pinastri) Gazdanövényei: Larix, Pinus
- Lophodermium pini-excelsae Gazdanövény: Pinus subgenus Strobus
- Lophodermium pini-mugonis Gazdanövény: Pinus mugo
- Lophodermium pyrolae. Gazdanövény: Pyrola
- Lophodermium rubicola. Gazdanövény: Rubus
- Lophodermium schweinitzii. Gazdanövényei: Gaultheria, Rhododendron
- Lophodermium seditiosum Gazdanövény: Pinus
- Lophodermium sphaerioides. Gazdanövény: Rhododendron
- Lophodermium thuyae. Gazdanövény: Thuja
- Lophodermium typhinum. Gazdanövény: Typha
- Lophodermium uncinatum. Gazdanövény: Abies